# 馬里恩鎮區 (堪薩斯州林肯縣)
馬里恩鎮區（英語：Marion Township）為美國堪薩斯州林肯縣轄下的鎮區。2010年美国人口普查中此鎮區人口有100人。

## 地理
馬里恩鎮區涵蓋總面積為92平方（35.5平方英里），其中陸地面積為91.9平方（35.47平方英里），水域面積為0.078平方（0.03平方英里）或0.08%。海拔高度460（1,510英尺）。

## 人口統計
根據2010年美國人口普查，馬里恩鎮區人口有100人，其中男性有48人，女性有52人，人口密度為每平方公里1.09人，住房計51戶。鎮區內的白人有100人，非裔美國人有0人，美洲原住民有0人，亞裔美國人有0人，太平洋島裔美國人有0人，其他種族有0人，混血種族則有0人。此外鎮區內有0人為西班牙裔或拉丁裔美國人。此鎮區之年齡中位數為38.9歲，而男性年齡中位數為47歲，女性年齡中位數為36.5歲。

## 交通

### 主要公路
- 14號堪薩斯州州道
- 18號堪薩斯州州道